# Stazione di Lisieux
La stazione di Lisieux (in francese Gare de Lisieux) è la principale stazione ferroviaria di Lisieux, Francia.